# Edward Brickell White
Edward Brickell White, auch bekannt als E. B. White (* 29. Januar 1806 in St. John, South Carolina; † 10. Mai 1882 in New York), war ein US-amerikanischer Architekt, der vor allem durch seine neugotische Architektur und die Verwendung römischer und klassischer griechischer Designentwürfe bekannt wurde.

## Leben
Edward Brickell White wurde am 29. Januar 1806 auf der Plantage Chapel Hill im St. John’s Berkeley Parish in South Carolina geboren. Sein Vater war der Plantagenbesitzer und Künstler John Blake White, seine Mutter hieß Elizabeth Allston White.
White besuchte die United States Military Academy, wo er Ingenieurwesen studierte und 1826 seinen Abschluss erreichte. Am 8. April 1832 heiratete er in New London Delia Adams. Nach seinem Dienst in der United States Army kehrte White 1836 ins Zivilleben zurück. Er arbeitete als Landvermesser beim Bau mehrerer Eisenbahnstrecken und zog 1836 nach Charleston, um als Architekt, Ingenieur und Vermesser zu arbeiten.
Whites erste größere Arbeit war die neoklassizistische Market Hall, in Charleston, die heute als National Historic Landmark (NHL) eingestuft ist. Das Robert William Roper House in Charleston – ebenfalls eine National Historic Landmark – wird ihm zugeschrieben.
White war der Architekt vieler großer Kirchen. Dazu zählen die neugotische Huguenot Church (NHL) und die Trinity Episcopal Church (NRHP) in Columbia, die aus Holz erbaute Church of the Cross (NRHP) in Bluffton sowie der Kirchturm der St. Philip’s Episcopal Church (NHL) in Charleston.

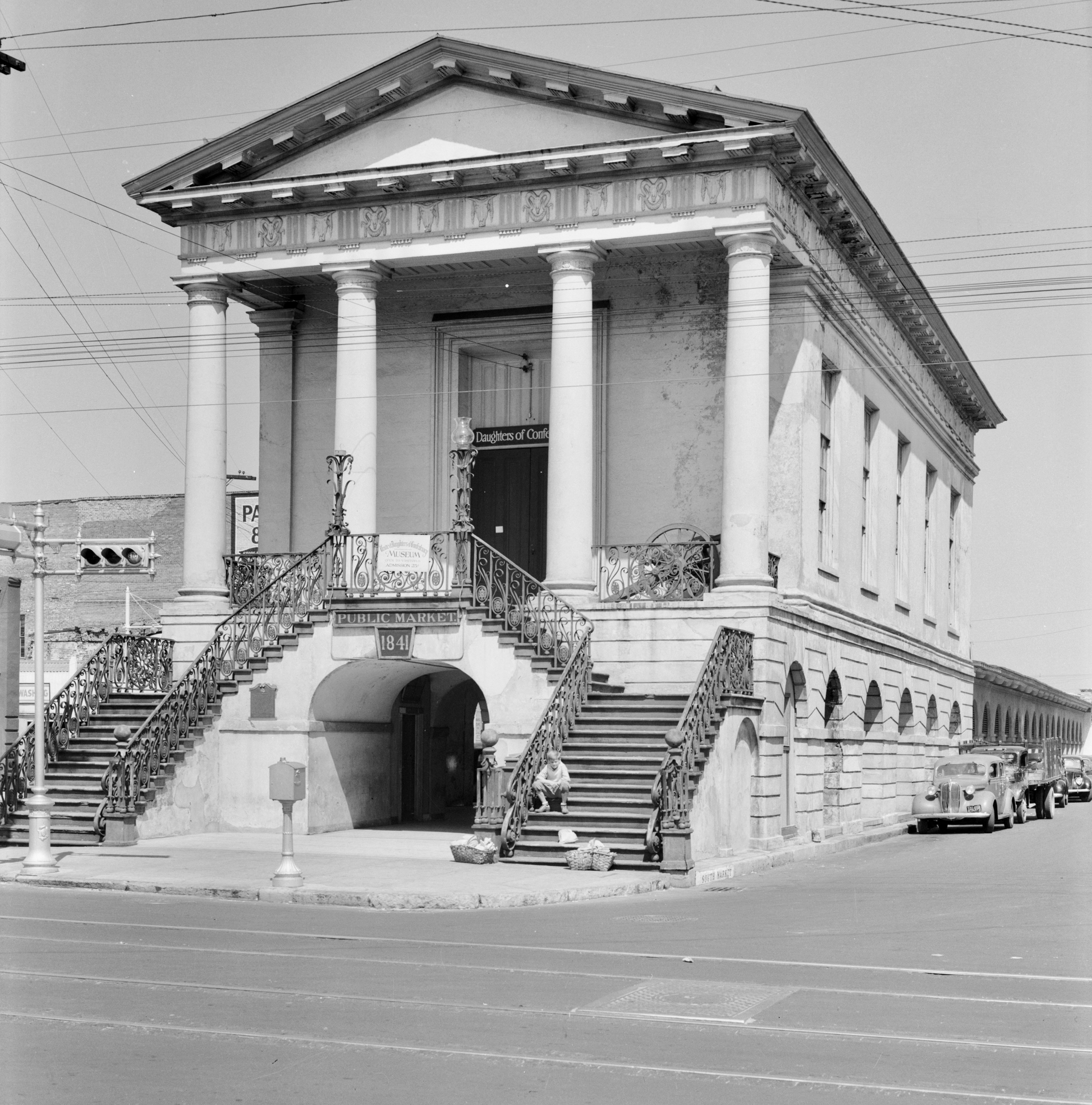
Market Hall, Charleston, South Carolina

Die 21 Fuß (6,4 m) hohe dorische Säule des Daniel Morgan Monuments aus Granit (NRHP) in Spartanburg war eines seiner Projekte. White entwarf die Charleston High School und die Grace Episcopal Church – beides sind Contributing Propertys des Charleston Historic Districts (NHRP). Er entwarf den Portikus mit Säulen und die Seitenflügel für das College of Charleston (NHL) und den Erweiterungsbau eines Gebäudes am South Carolina Military College.
White führte die Bauaufsicht beim Bau des neuen Custom House in Charleston, das von Ammi Burnham Young entworfen wurde. Der Bau wurde 1859 gestoppt, als die Kosten den veranschlagten Rahmen sprengten und der Kongress der Vereinigten Staaten keine zusätzlichen Gelder freigab. Ein weniger ambitionierter Entwurf wurde 1879 verwirklicht.
Während des Amerikanischen Bürgerkriegs diente White in der Confederate Army in James Island und North Carolina und erreichte den Rang Oberstleutnant.
Nach dem Krieg wurde es schwierig, in Charleston neue Projekte zu finden. White überwachte die Ausbesserungen der St. Michael’s Episcopal Church in Charleston und entwarf ein Gebäude für die Charleston Gas & Light Co. White zog 1879 nach New York um und starb am 10. Mai 1882. Er wurde auf dem Kirchhof der St. Michael’s Episcopal in Charleston bestattet.